# بينوا سان دوني
بينوا سان دوني (مواليد 18 ديسمبر 1995) يُعرف أيضًا بأحرفه الأولى بي إس دي،هو مُقاتل فنون قتالية مختلطة فرنسي يُنافس في فئة الوزن الخفيف في يو إف سي. اعتبارًا من 29 يوليو 2025، احتل المرتبة 13 في تصنيفات يو إف سي للوزن الخفيف.

## مسيرته في فنون القتال المختلطة

### يو إف سي (2021–الآن)
2021
خاض سان دوني أول نزال له في في فئة وزن الوسط في يو إف سي في وقت قصير ضد إليزو زاليسكي دوس سانتوس في 30 أكتوبر 2021 في حدث يو إف سي 267. وخسر النزال بقرار القضاة بالإجماع.
2022
2023
2024
في بداية عقده الثالث مع يو إف سي، واجه سان دوني داستن بورييه في نزال من 5 جولات في حدث يو إف سي 299 في 9 مارس 2024. وفقًا لدستن بورييه، كان من المقرر في البداية أن يُقام النزال في بداية البطاقة الرئيسية لحدث يو إف سي 300 المقرر إقامتها في 13 أبريل 2024 في تي موبايل أرينا في بارادايس، نيفادا. بعد المناقشات، تم الإعلان رسميًا عن إقامة النزال في حدث يو إف سي 299. خسر سان دوني النزال بالضربة القاضية في الجولة الثانية؛ لكنه حصل على مكافأة قتال الليلة مرة أخرى.
واجه سان دوني ريناتو مويكانو في 28 سبتمبر 2024 في الحدث الرئيسي لـ يو إف سي ليلة القتال 243. خسر النزال بالضربة الفنية القاضية بسبب إيقاف الطبيب بعد نهاية الجولة الثانية نتيجة الضرر الذي لحق بعينه اليمنى.

#### 2025
كان من المقرر أن يواجه سان دوني جويل ألفاريز في 10 مايو 2025 في حدث يو إف سي 315. لكن ألفاريز انسحب بسبب إصابة في يده قبل أسبوع من النزال وحل محله كايل بريبوليك. فاز في النزال بخنق مثلث الذراع في الجولة الثانية.
سيواجه سان دوني موريسيو روفي في 6 سبتمبر 2025 في حدث يو إف سي ليلة القتال 258، في باريس.

## مسيرته في المصارعة الاحترافية
واجه سان دوني مارك دياكيزي في الحدث الرئيسي لبطولة إيه دي إكس سي 4 في 18 مايو 2024. وفاز بالنزال بقرار القضاة بالإجماع.

## الإعلام

### ألعاب الفيديو
| العام | العنوان                  | الدور | الملاحظات        |
| ----- | ------------------------ | ----- | ---------------- |
| 2024  | إي إيه سبورتس يو إف سي 5 | نفسه  | شخصية قابلة للعب |

### الكتب
- كتب سان دوني المقدمة للنسخة الفرنسية من كتاب «الندوب والخطوط: قصة أمريكية لا تعتذر عن محاربة طالبان ومحاربي يو إف سي ونفسي» لتيم كينيدي[20][21]
- في عام 2024، أصدر سان دوني شريطًا هزليًا ذاتيًا بعنوان «بينوا سان دوني، إله الحرب»

## سجل فنون القتال المختلطة
| السجل المهني |        |         |
| 18 نزال      | 14 فوز | 3 خسارة |
| ضربة قاضية   | 4      | 2       |
| إخضاع        | 10     | 0       |
| قرار القضاة  | 0      | 1       |
| بدون قرار    | 1      | 1       |

| النتيجة | السجل    | الخصم                    | الطريقة                            | الحدث                                            | التاريخ        | الجولة | الوقت | المكان                                   | الملاحظات                                                                                        |
| ------- | -------- | ------------------------ | ---------------------------------- | ------------------------------------------------ | -------------- | ------ | ----- | ---------------------------------------- | ------------------------------------------------------------------------------------------------ |
| فاز     | 14–3 (1) | كايل بريبوليك            | إخضاع (خنق مثلث الذراع)            | يو إف سي 315                                     | 10 مايو 2025   | 2      | 2:35  | مونتريال، كيبك، كندا                     |                                                                                                  |
| خسر     | 13–3 (1) | ريناتو مويكانو           | ضربة فنية قاضية (إيقاف الطبيب)     | يو إف سي ليلة القتال: مويكانو ضد سان دوني        | 28 سبتمبر 2024 | 2      | 5:00  | باريس، فرنسا                             |                                                                                                  |
| خسر     | 13–2 (1) | داستن بورييه             | ضربة قاضية (باللكمات)              | يو إف سي 299                                     | 9 مارس 2024    | 2      | 2:32  | ميامي، فلوريدا، الولايات المتحدة         | قتال الليلة.                                                                                     |
| فاز     | 13–1 (1) | مات فريفولا              | ضربة قاضية (ركلة رأس)              | يو إف سي 295                                     | 11 نوفمبر 2023 | 1      | 1:31  | مدينة نيويورك، نيويورك، الولايات المتحدة | أداء الليلة.                                                                                     |
| فاز     | 12–1 (1) | تياغو مويسيس             | ضربة فنية قاضية (باللكمات)         | يو إف سي على إي إس بي إن: غان ضد سبيفاك          | 2 سبتمبر 2023  | 2      | 4:44  | باريس، فرنسا                             | قتال الليلة.                                                                                     |
| فاز     | 11–1 (1) | إسماعيل بونفيم           | إخضاع (قفل الرقبة)                 | يو إف سي على إي إس بي إن: ستريكلاند ضد ماغوميدوف | 1 يوليو 2023   | 1      | 4:48  | لاس فيغاس، نيفادا، الولايات المتحدة      |                                                                                                  |
| فاز     | 10–1 (1) | غابرييل ميراندا          | ضربة فنية قاضية (باللكمات)         | يو إف سي ليلة القتال: غان ضد تويفاسا             | 3 سبتمبر 2022  | 2      | 0:16  | باريس، فرنسا                             | أداء الليلة.                                                                                     |
| فاز     | 9–1 (1)  | نيكلاس ستولز             | إخضاع (خنق خلفي عاري)              | يو إف سي ليلة القتال: فولكوف ضد روزينسترويك      | 4 يونيو 2022   | 2      | 1:32  | لاس فيغاس، نيفادا، الولايات المتحدة      | أول ظهور في الوزن الخفيف.                                                                        |
| خسر     | 8–1 (1)  | إليزو زاليسكي دوس سانتوس | قرار القضاة (بالإجماع)             | يو إف سي 267                                     | 30 أكتوبر 2021 | 3      | 5:00  | أبو ظبي، الإمارات العربية المتحدة        | نزال في وزن الوسط. تم خصم نقطة واحدة من زاليسكي دوس سانتوس في الجولة الثالثة بسبب ضربة في الفخذ. |
| فاز     | 8–0 (1)  | أركيتز راموس جوداري      | إخضاع (خنق مثلث الذراع)            | برايف إف سي 52                                   | 1 أغسطس 2021   | 1      | 3:09  | ميلانو، إيطاليا                          |                                                                                                  |
| فاز     | 7–0 (1)  | لوان سانتياجو            | إخضاع (خنق مثلث الذراع)            | برايف إف سي 49                                   | 25 مارس 2021   | 2      | 3:51  | عراد، البحرين                            |                                                                                                  |
| فاز     | 6–0 (1)  | ماريو سعيد               | ضربة فنية قاضية (باللكمات)         | برايف إف سي 38                                   | 8 أغسطس 2020   | 2      | 1:49  | ستوكهولم، السويد                         | الظهور الأول في الوزن الخفيف الفائق (165 رطل).                                                   |
| فاز     | 5–0 (1)  | إيفيكا تروشسيك           | إخضاع (شريط الركبة)                | برايف إف سي 34                                   | 19 يناير 2020  | 1      | 3:39  | ليوبليانا، سلوفينيا                      |                                                                                                  |
| ب.ف     | 4–0 (1)  | باول كييليك              | بدون فائز (اصطدام عرضي بين الرؤوس) | برايف إف سي 28                                   | 4 نوفمبر 2019  | 2      | 5:00  | بوخارست، رومانيا                         | أدى اصطدام عرضي بين الرؤوس إلى عدم قدرة سان دوني على مواصلة القتال.                              |
| فاز     | 4–0      | إبراهيم بايساروف         | إخضاع (شريط الذراع)                | الضربة الأوروبية 7                               | 12 أكتوبر 2019 | 1      | 2:47  | منس، بلجيكا                              |                                                                                                  |
| فاز     | 3–0      | أنطوان بنسيمون           | إخضاع (خنق المقصلة)                | فيك فايت: بطولة فرنسا 2019                       | 15 يونيو 2019  | 1      | 4:00  | لوجيمو، فرنسا                            |                                                                                                  |
| فاز     | 2–0      | آرتور سزيبانياك          | إخضاع (خنق خلفي عاري)              | بطولة ستارداون للقتال 14                         | 21 مارس 2019   | 3      | 3:00  | أنتويرب، بلجيكا                          | أول ظهور في الوزن المتوسط. فاز بلقب بطولة إس إف سي لوزن الوسط الشاغر.                            |
| فاز     | 1–0      | مارك دومونت              | إخضاع فني (خنق المقصلة)            | بطولة القتال للأسود 8                            | 16 فبراير 2019 | 1      | 3:29  | نوشاتيل، سويسرا                          | أول ظهور في الوزن المتوسط.                                                                       |

## الملاحظات
1. ↑  يُطلق عليه أحيانًا اسم Benoît Saint-Denis بالفرنسية.

## وصلات خارجية
- بينوا سان دوني على موقع يو إف سي (الإنجليزية)
- بينوا سان دوني على موقع شيردوغ (الإنجليزية)
- بينوا سان دوني على موقع Tapology.com (الإنجليزية)
- بينوا سان دوني على موقع IMDb (الإنجليزية)